# Cysteopteryx
Cysteopteryx là một chi bướm đêm thuộc họ Geometridae.